# Zatoka Chajpudyrska
Zatoka Chajpudyrska (ros. Хайпудырская губа) – zatoka Morza Peczorskiego, położona u wschodniego wybrzeża Półwyspu Jugorskiego. Jej długość wynosi 46 km, szerokość przy wejściu wynosi około 15 km, a w środkowej części - 33 km. Jest otoczona bagnistą tundrą z licznymi jeziorami. W jej pobliżu stwierdzono występowanie gęsi zbożowej, gęsi białoczelnej, łabędzia krzykliwego, edredona zwyczajnego oraz edredona turkana.